# توایس
توایس (به انگلیسی: TWICE؛ به کره‌ای: 트와이스؛ به ژاپنی:トゥワイス‎) یک گروه ۹ نفره دخترانه کی-پاپ است که در سال ۲۰۱۵ و زیرنظر جی‌وای‌پی اینترتینمنت تشکیل شده است. اعضای این گروه پس از رقابت در برنامهٔ تلویزیونی Sixteen، انتخاب شدند. گروه در تاریخ ۲۰ اکتبر ۲۰۱۵، به دنبال انتشار مینی آلبومِ The Story Begins شروع به کار کرد.
دومین مینی آلبوم توایس یعنی Page Two با ترک اصلی CHEER UP در سال ۲۰۱۶ بود که برای توایس موفقیت زیادی دربرداشت، مانند دریافت جایزه بهترین آهنگ سال در سه جشنواره اصلی ماما، ام‌ام‌ای وگلدن دیسک اواردز.
توایس در سال ۲۰۱۸ با آهنگ؟What is Love توانست برای سومین سال متوالی در مراسم ماما (بزرگ‌ترین مراسم کی-پاپ) برنده بهترین آهنگ سال شود و به اولین گروه تاریخ کی پاپ تبدیل شد که این کار را انجام داده است.
توایس در سال ۲۰۲۰ توانست رسماً رکورد پرفروش‌ترین گروه دختر کی-پاپ را با فروش +۱۰میلیون بزند و تبدیل به اولین و تنها گروه دختر کی-پاپ شد که به فروش بالای ده میلیون نسخه فیزیکی آلبوم دست یافته است.
توایس در سال ۲۰۲۱ توانست رکورد جهانی گروه دختر با بیشترین موزیک ویدیو بالای صد میلیون بازدید را بزند، تا به الان گروه دارای ۲۲ موزیک ویدیو بالای صد میلیون بازدید در یوتیوب است.
در سال ۲۰۲۳ مینی آلبوم READY TO BE توانست رتبه ۲ جدول بیلبورد ۲۰۰ آمریکا را با فروش ۱۵۳ هزار نسخه در هفته اول کسب کند که این فروش بالاترین فروش هفته اول تاریخ گروه‌های دختر کی پاپ تا به الان است.
توایس در سال ۲۰۲۱ توانست با آهنگ The Feels رتبه ۸۳ جدول بیلبورد هات ۱۰۰ آمریکا را کسب کند و تبدیل شد به چهارمین گروه تاریخ کی-پاپ که توانسته است به این جدول وارد شود و تنها گروه دختر آن سال شد که توانست در این جدول حضور پیدا کند.
در سال ۲۰۲۱ آلبوم Formula of Love: O+T=＜۳ توانست رتبه ۳ جدول بیلبورد ۲۰۰ آمریکا را کسب کند و توایس تبدیل شد به اولین هنرمند زن تاریخ کره جنوبی که توانسته است در یک سال دوبار در ده تای برتر این جدول حضور پیدا کند. آلبوم قبلی که وارد ده تای برتر این جدول شده بود آلبوم Taste of Love بود که رتبه ۶ را کسب کرده بود.
در سال ۲۰۲۲ این گروه توانست برای اولین بار رتبه یک جدول صد هنرمند برتر ایالت متحده آمریکا را از آن خود کنند
توایس طی سال‌های ۲۰۱۶ تا ۲۰۱۹ توانست به ترتیب با آلبوم‌های Twicecoaster: Lane 1، Twicetagram, What is Love و Feel Special به پرفروش‌ترین آلبوم‌های سال گروه‌های دختر کی-پاپ تبدیل شوند و در ادامه، در سال ۲۰۲۰ آلبوم MORE & MORE توانست به پرفروش‌ترین مینی آلبوم گروه‌های دختر آن سال شود. آلبوم Formula of Love: O+T=＜۳ هم توانست به پرفروش‌ترین آلبوم گروه دختر سال ۲۰۲۱ تبدیل شود.
توایس در سال ۲۰۱۷ با آلبوم Twicetagram و آهنگ LIKEY توانستند به اولین گروه دختر تاریخ کی پاپ تبدیل شوند که در دو جدول بیلبورد آلبوم جهانی و فروش ترانه دیجیتال جهانی رتبه یک را به صورت همزمان بدست آورند.
توایس در سال ۲۰۲۰ ثروتمندترین گروه دختر کی پاپ و دومین گروه کی پاپ در کل معرفی شد.
در سال ۲۰۲۰ توایس توانست با آهنگ CRY FOR ME رتبه یک را در جدول فروش ترانه دیجیتال جهانی بیلبورد دریافت کند. بدین ترتیب توایس تا به الان چهار آهنگ با رتبه یک در این جدول کسب کرده است.
در سال ۲۰۱۶ با آهنگ TT برای ۴ هفته متوالی در رتبه نخست چارت‌های کره بود.
در سال ۲۰۱۷ توانست اولین گروه دخترانه کی پاپ باشد که همزمان در یک سال سینگلشان و آلبومشان گواهی پلاتینیوم در ژاپن دریافت می‌کند.
این گروه در مدت فعالیت هفت ساله خود توانسته ۱۲۱ جایزه از موزیک شوها به دست آورد که در بین تمام گروه‌های دخترانه کی پاپ در رتبه اول قرار دارد. همچنین تا به اینجا دارای ۱۶ دسانگ (جایزه بزرگ) هستند که باعث شده توایس پر دسانگ‌ترین گروه دختر کی-پاپ باشد.
توایس از طرف رسانه‌ها و مردم کره جنوبی به لقب ''گروه دخترانه ملی کره'' یا همان ''Nation's Girl Group'' دست یافته است.

## تاریخچه فعالیت

### ۲۰۱۳ تا ۲۰۱۵: شکل‌گیری و سال‌های نخست

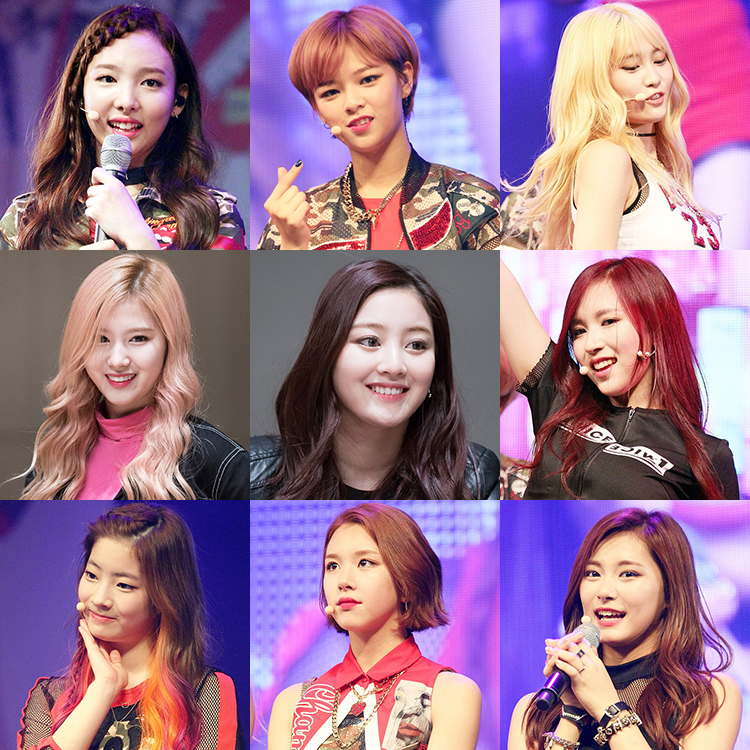
برنامه شانزده در ۵ می برگزار شد و در نهایت هفت عضو نهایی توایس با نام‌های:نایون، جونگیون، سانا، جیهیو، مینا، داهیون و چه یونگ انتخاب شدند، ولی در نهایت با تصمیم بینندگان و خود شخص جی وای پی دو عضو دیگر به گروه اضافه شدند که آن دو عضو جویی (که توسط بینندگان انتخاب شد) و مومو (توسط جی وای پی انتخاب شد) بودند.

در دسامبر سال ۲۰۱۳ کمپانی جی‌وای‌پی اینترتینمنت اعلام کرد که قرار است در اوایل سال ۲۰۱۴ جدیدترین گروه دختر خود رو معرفی کنند. در فوریه ۲۰۱۴ کارآموزهای جی وای پی:لِنا و سیسیلیا به عنوان اعضا این گروه که 6mix نام داشت معرفی شدند. در عین حال شایعاتی بر انتخاب شدنِ جونگیون و نایون و جیهیو و مینگیون برای این گروه بود تا این که لنا و سیسیلیا از کمپانی جی وای پی رفتن و این گروه هرگز تشکیل نشد. در فوریه ۲۰۱۵ خود شخص جی وای پی (جین یونگ پارک) اعلام کرد که قرار است گروه هفت نفرهٔ دخترانه‌ای را از طریق برنامه تلویزیونی با نام Sixteen (شانزده) که قرار است از شبکه ام نت پخش شود، تشکیل دهد.
برنامه در ۵ می برگزار شد و در نهایت هفت عضو نهایی توایس با نام‌های:نایون، جونگیون، سانا، جیهیو، مینا، داهیون و چه یونگ انتخاب شدند، ولی در نهایت با تصمیم بینندگان و خود شخص جی وای پی دو عضو دیگر به گروه اضافه شدند که آن دو عضو جویی (که توسط بینندگان انتخاب شد) و مومو (توسط جی وای پی انتخاب شد) بودند.
گروه در تاریخ ۲۰ اکتبر ۲۰۱۵، به دنبال انتشار EP (آلبوم کوتاه) «The Story Begins» شروع به کار کرد. موزیک ویدیو آهنگ دبیو این گروه به اسم Like OOH-AHH توانست بازدید پنجاه میلیون در مدت پنج ماه داشته باشد که این بازدید در آن سال باعث شد که به پربازدیدترین موزیک ویدیو دبیوی گروه کی پاپ تبدیل شود.
توایس در تاریخ دو دسامبر (دو ماه پس از آغاز به کار) توانست در مراسم ماما برنده جایزه بهترین گروه تازه‌کار شود و این خود رکوردی در تاریخ کی-پاپ است.

### ۲۰۱۶ تا ۲۰۱۷:افزایش محبوبیت، اولین فول آلبوم، اولین تور کنسرت و آغاز به کار در ژاپن

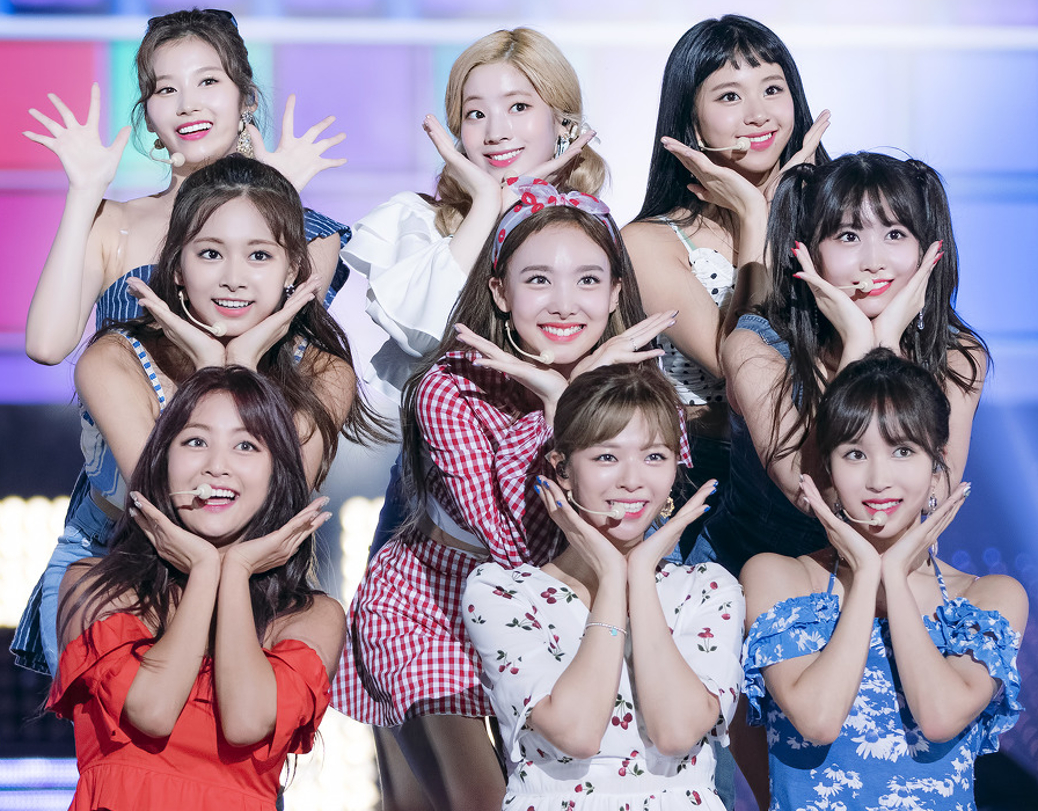
آهنگ Cheer up(سرحال باش) که باعث درخشش توایس در کره و افزایش محبوبیت و گرفتن تعداد زیادی جوایز از جمله جایزه بهترین آهنگ سال از جشنواره ماما و ام ام ای شد.

دومین مینی آلبوم توایس یعنی Page Two (صفحه دو) با ترک اصلی CHEER UP (سرحال باش) بود که برای توایس موفقیت زیادی دربرداشت. توایس با آهنگ CHEER UP توانست اولین بردش را در موزیک شوها در تاریخ ۵ می کسب کند؛ و توانست چند هفته متوالی در چارت‌های کره رتبه اول را به دست آورد و در کل این آهنگ در موزیک شوها توانست ۱۱ جایزه برنده شود. آلبوم Page Two هم توانست در آن سال بالای ۱۵۰ هزار کپی به فروش برساند و باعث شد توایس به اولین گروه دختر در آن سال شود که آلبومشان بالای صدهزار نسخه به فروش رفته‌است.
توایس در جشن یک سالگی خود با اجرای آهنگ ONE IN A MILLION (یک در میلیون) رسماً خبر از کامبک بعدی خود با آلبوم توایس کوستر:لین وان (TWICECOSTER:LANE ONE) داد. ترک اصلی این آلبوم به نام TT در ۲۴ اکتبر ۲۰۱۶ منتشر شد و توانست به اولین موزیک ویدیو گروه دختر کی پاپ تبدیل شود که به بازدید ۴۰۰ میلیون در یوتیوب رسید و توایس توانست با این آهنگ ۹۱ پرفکت آلکیل (کسب رتبه یک در جدول‌های اصلی موسیقی کره) انجام دهد. آهنگ TT توانست ۱۳ جایزه را از موزیک شوها دریافت کند که این بیشترین تعداد جایزه‌ای است که توایس برای آهنگ خود تا به الان از موزیک شوها دریافت کرده‌است. 
در یازده نوامبر همان سال موزیک ویدیوی Like OOH-AHH به ۱۰۰ میلیون بازدید رسید و تبدیل شد به اولین گروه کی پاپی که موزیک ویدیوی دبیوشان به ۱۰۰ میلیون می‌رسد و همین‌طور تبدیل به چهارمین گروه کی پاپ که به ۱۰۰ میلیون بازدید می‌رسد. در سال ۲۰۱۶ آلبوم TWICECOSTER LANE ONE به پرفروش‌ترین آلبوم گروه دختر کی پاپ تبدیل شد.
در نوزده نوامبر همان سال توایس با آهنگ CHEER UP در مراسم MMA توانست در بخش بهترین آهنگ سال برنده شوند و در ادامه در دو دسامبر گروه توانست باز هم با همان آهنگ در مراسم ماما (مهمترین مراسم کی پاپ) برنده بهترین آهنگ سال شود.
در ژانویه سال ۲۰۱۷ توایس اولین کنسرت خود با نام توایس لند (TWICELAND) را برگزار کرد. توایس بعد اتمام کنسرت خود در تاریخ بیست فوریه آلبوم ویژه‌ای با نام توایس کوستر:لین دو را معرفی کرد که ادامه‌ای بر آلبوم قبلی بود. ترک اصلی این آلبوم KNOCK KNOCK (ناک ناک) نام داشت که توانست موفقیت‌های بسیاری از جمله: رتبه اول در چارت گائون، رتبه پانزده در جدول بیلبورد هات ۱۰۰ ژاپن و دریافت نه جایزه از موزیک شوها. همین‌طور آهنگ Ice Cream (آهنگ B-side آلبوم) توانست به رتبهٔ دوم چارت لاین موزیک ژاپن دست پیدا کند، رتبهٔ یک این چارت هم آهنگ KNOCK KNOCK شده بود. داستان موزیک ویدیوی KNOCK KNOCK ادامه‌ای بر موزیک ویدیویِ TT است. 
در اویل فوریه توایس سایت ژاپنی خودش رو افتتاح کرد تا رسماً فعالیت خودش را در بازار موسیقی ژاپن (دومین بازار موسیقی بزرگ دنیا) آغاز کند. اولین آلبوم ژاپنی توایس با نام هشتگ توایس (twice#) در بیست و هشت ژوئن منتشر شد، توایس با این آلبوم توانست در چارت بیلبورد هات آلبوم ژاپن رتبه ۲ ودر چارت اُریکان دیجیتال آلبوم رتبه یک را بدست آورد و تا الان این آلبوم بالای ۲۵۰ هزار نسخه به فروش رفته‌است.
توایس چهارمین مینی آلبوم خود را در ۱۵ می با ترک اصلی سیگنال که اسم آلبوم هم به همین نام بود،منتشر کرد. این آلبوم اولین همکاریه بین توایس و خود شخص جی وای پی در ترک اصلیِ آلبوم بود. جی وای پی در ساخت آهنگ سیگنال به عنوان آهنگساز و ترانه‌سرا و تنظیم کنندهٔ آهنگ نقش داشت. آهنگ سیگنال توانست در مراسم ۲۰۱۷ ماما برندهٔ بهترین آهنگ سال شود و همین‌طور توانستند در موزیک شوها برندهٔ دوازده جایزه شود. این مینی آلبوم شامل شش آهنگ می‌شود که یکی از آن‌ها eye eye eyes نام دارد که کمک ترانه‌سراهای این آهنگ جیهیو و چه یونگ بودند؛ و همین‌طور آهنگ Only You در این آلبوم هم نوشته یکی اعضای گروه واندر گرلز یعنی یِئون است.

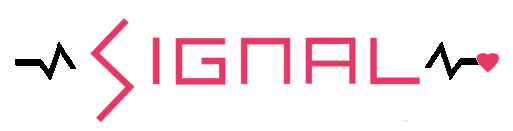
توایس با آهنگ سیگنال توانست برای دومین سال پیاپی برنده بهترین آهنگ سال در مراسم ماما شود.

در طی کامبک سیگنال لیدر گروه، جیهیو دچار آسیب دیدگی از ناحیه پا شده بود به خاطر همین در موزیک ویدیوی سیگنال جیهیو بیشتر مواقع روی یک ماشین اسباب بازی نشسته‌است. آلبوم سیگنال در سال ۲۰۱۷ توانست نامزد بهترین آلبوم سال و همین‌طور آهنگ سیگنال برندهٔ بهترین آهنگ سال و بهترین رقص سال در مراسم ماما شد.
توایس در تاریخ سی اکتبر اولین فول آلبوم خود با نام توایستاگرام (TWICETAGRAM) را منتشر کرد. ترک اصلی این آلبوم لایکی (LIKEY) نام داشت. موزیک ویدیوی این اثر در کشور کانادا ضبط شده بود. موزیک ویدیوی لایکی توانست در آن سال رکورد سریع‌ترین موزیک ویدیوی گروه دخترانه که به ۱۰۰ میلیون بازدید می‌رسد را بشکند.
توایس در سال ۲۰۱۷ با آلبوم توایستاگرام و آهنگ لایکی توانستند به اولین گروه دخترانه تاریخ کی پاپ تبدیل شوند که در دو چارت بیلبورد یعنی پرفروش‌ترین آلبوم جهانی و فروش ترانه دیجیتال جهانی رتبه یک را به صورت همزمان بدست بیاورند.
در سال ۲۰۱۷ آلبوم TWICETAGRAM به پرفروش‌ترین آلبوم سال گروه دختر کی پاپ تبدیل شد.
توایس سال ۲۰۱۷ را با عرضه کردن آلبوم Merry & Happy با ترک اصلی Heart Shaker به پایان رساند. تیزر موزیک ویدیوی Heart Shaker توانست در آن زمان به پربازدیدترین تیزر در کمپانی جی وای پی تبدیل شود. آهنگ Heart Shaker توانست نه جایزه از موزیک شوها دریافت کند. 

### ۲۰۱۸ تا ۲۰۱۹:ادامه موفقیت‌ها و تورهای بیشتر
توایس در فوریه ۲۰۱۸ دومین آلبوم ژاپنی خودش را با ترک اصلی Candy Pop منتشر کرد. همین‌طور توایس اولین کنسرت خودش را در ژاپن با نام Twice Showcase Live Tour برگزار کرد. در ۹ آوریل توایس پنجمین مینی آلبوم خودش به نام What is Love? با ترک اصلی به همین نام منتشر کرد، این آهنگ هم با همکاری شخص جی وای پی تهیه شد. این مینی آلبوم با فروش بالای ۳۳۵ هزارتایی در یک ماه نخست خودش توانست به اولین آلبوم گروه دختر کی پاپ تبدیل شود که دو پلاتینیوم به خاطر عبور از فروش ۲۵۰ هزار نسخه دریافت می‌کند. 
در موزیک ویدیو What is Love? اشاراتی به سکانس‌های معروف فیلم‌هایی مانند: دفتر خاطرات شاهدخت، روح، مهمانی، داستان عامه‌پسند(Pulp Fiction)، رومئو و ژولیت، نامه عاشقانه، لا لا لند و لئون(Léon) زده شده‌است.
پس از موفقیت‌های این آلبوم و آهنگ، توایس سومین سینگل ترک ژاپنی خودش را با نام Wake Me Up منتشر کرد. این ترک باعث شد که توایس به اولین گروه خارجی در ژاپن تبدیل شود که برای فروش فیزیکال ترکش دو پلاتینیوم از RIAJ دریافت می‌کند.
توایس دومین کنسرت با نام TWICE 2nd Tour: TWICELAND Zone 2 – Fantasy Park از سئول آغاز کرد. این کنسرت با ۹۰ هزار نفر طرفدار در فقط شش شهر به پایان رسید. بعد از کنسرت دوم توایس کاوری از روی آهنگ I WANT YOU BACK از گروه جکسون فایو (THE JACKSON FIVE) انجام داد که این کاور را در فیلم Sensei Kunshu که فیلمی براساس یک انیمه بود استفاده کردند.
در تاریخ ۹ ژوئیه توایس آلبومی بر ادامه آلبوم What is Love? منتشر کرد به نام Summer Nights (شب‌های تابستون) که ترک اصلی این آلبوم Dance the Night Away نام داشت. این آهنگ توانست به صد میلیون استریم در پلتفرم گائون و همین‌طور توانست دومیلیون و پانصد هزار دانلود در همان پلتفرم داشته باشد که باعث شد توایس به دومین گروه تاریخ کی پاپ تبدیل شود که موفق به کسب گواهی پلاتینیوم به خاطر استریم و دانلود و آلبوم می‌شود.
در سال ۲۰۱۸ آلبوم What is Love? به پرفروش‌ترین آلبوم گروه دختر کی پاپ تبدیل شد.

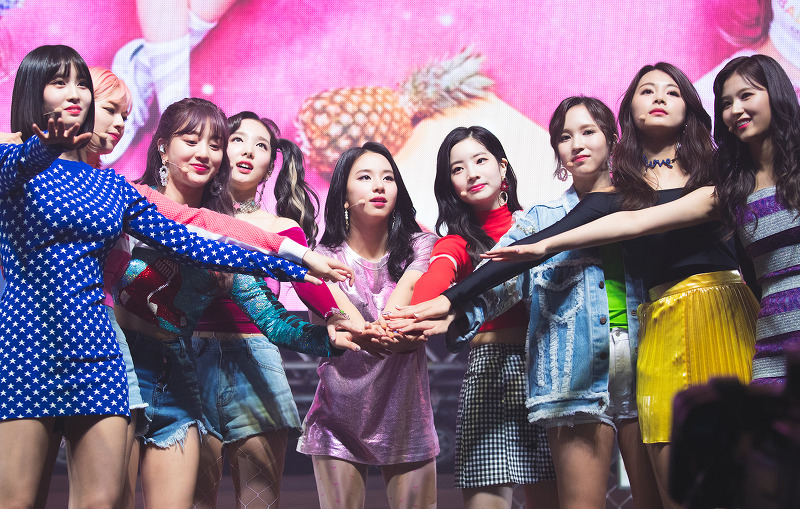
توایس با آهنگ؟What is love توانست برای سومین سال پیاپی برنده جایزه بهترین آهنگ سال از مراسم ماما شود و تبدیل شد به اولین گروه تاریخ کی پاپ که همچین کاری را انجام داده‌است.

در دوازده سپتامبر توایس اولین فول آلبوم ژاپنی خودش به نام BDZ را منتشر کرد. این آلبوم توانست در چارت بیلبورد ژاپن و اریکان رتبهٔ یک را از آن خود کند.
توایس ششمین مینی آلبوم خود به نام YES or YES را در پنج نوامبر ۲۰۱۸ منتشر کرد. ترک اصلی این آهنگ هم YES or YES نام داشت توانست با (PAK (PERFECT ALL KILL گرفتن خود در چارت‌های کره باعث شود توایس چهارمین PAK خود را بگیرد تا به دومین گروه کی پاپ با بیشترین تعداد PAK تبدیل شود.
موزیک ویدیوی آهنگ YES or YES توانست در ۲۴ ساعت نخست انتشار خود ۳۱٫۴ میلیون بازدید داشته باشد و به هفتمین دبیو بزرگ تاریخ در یوتیوب تبدیل شد.
توایس در ادامه با منتشر کردن آلبوم ویژه از YES or YES با نام The Year of "Yes" با ترک اصلی The Best Thing I Ever Did سال ۲۰۱۸ را به پایان رساند. 
توایس با برگزاری کنسرت در ورزشگاه توکیو دُم ژاپن به اولین گروه دخترانه تاریخ کی پاپ تبدیل شد که چندین اجرای متوالی در آن داشتند. این کنسرت با شرکت ۲۱۰ هزار نفر در پنج شو توانست همهٔ بلیط‌های این کنسرت را سولد اوت (کامل به فروش رسیدن) کند آن هم فقط در یک دقیقه.
در آوریل ۲۰۱۹ توایس هفتمین مینی آلبوم خود با نام Fancy You را منتشر کرد. موزیک ویدیوی آهنگ FANCY توانست در ۲۴ ساعت نخست خود ۴۲٫۱میلیون بازدید بگیرد که باعث شد در آن زمان به سومین موزیک ویدیوی پربازدید گروه کی پاپ در ۲۴ ساعت نخست تبدیل شود.
با منتشر شدن آلبوم Fancy You و فروش بالای ۴۰۰ هزار نسخه، توایس رسماً به پرفروش‌ترین گروه دختر تاریخ کی پاپ تبدیل شد که توانست رکورد بیست سالهٔ گروه S.E.S را بزند.
در ۱۷ جوئن توایس دو تک آهنگ ژاپنی خود را در یک روز منتشر کرد با نام‌های Breakthrough و Happy Happy که این دو آهنگ توانستند در چارت بیلبورد هات ۱۰۰ ژاپن (دومین چارت بزرگ دنیا بعد از چارت بیلبورد هات ۱۰۰ آمریکا) به ترتیب رتبه یک و دو را بدست آورند.
توایس از اکتبر ۲۰۱۹ تا فوریه ۲۰۲۰ کنسرت بعدی خود به نام TWICELIGHT را برگزار کرد که به علت ویروس کرونا این کنسرت تا نیمی از راه کنسل شد.
در آخر سال ۲۰۱۹ توایس با آهنگ LOVE FOOLISH توانست رتبه یک بهترین آهنگ B-SIDE کی پاپ را از MTV دریافت کند. در همان ماه توایس توانست با مینی آلبوم Fancy You رتبه ۲۴ بهترین آلبوم دهه ۲۰۱۰ کی پاپ را از بیلبورد دریافت کند.
توایس هشتمین مینی آلبوم خود را در تاریخ ۲۳ سپتامبر ۲۰۱۹ با نام Feel Special منتشر کرد. ترک اصلی این آلبوم هم با همان نام منتشر شد با تهیه کنندگی شخص جی وای پی. با این آهنگ توایس توانست محبوبیت خودش را در آمریکای شمالی افزایش دهد آن هم با وارد شدن به چارت بیلبورد هات ۱۰۰ کانادا، که توایس را به سومین گروه دختر کی پاپ تبدیل کرد که وارد این چارت می‌شود.
توایس دومین فول آلبوم ژاپنی خودش با نام TWICE& را در تاریخ بیست نوامبر منتشر کرد و ترک Fake & True آهنگ قبل از منتشر شدن (PRE RELEASE) آلبوم بود که در تاریخ ۱۸ اکتبر ۲۰۱۹ منتشر شد.
در سال ۲۰۱۹ مینی آلبوم Feel Special به پرفروش‌ترین آلبوم سال گروه دختر کی پاپ تبدیل شد.

### ۲۰۲۰:مستند توایس: Seize the Light، بیشتر و بیشتر و چشمان کاملاً باز
در اکتبر ۲۰۱۹ گروه مشغول برگزاری کنسرت خود بود که به دلیل شیوع کرونا این کنسرت در اوایل ۲۰۲۰ کنسل شد.
در ۲۴ فوریه اعلام شد که گروه توایس با یک لیبل آمریکایی به نام ریپابلیک رکوردز (Republic Records) قراردادی رو امضا کردند، تا گروه بتواند فعالیت خودش را در آمریکا شروع کند. در کمپانی ریپابلیک هنرمندان بزرگی مثل: آریانا گرانده ،تیلور سوییفت، The weekend، دریک، پست مالون، شان مندز و… حضور دارند. همین موضوع باعث شد تا طرفداران شاهد یک همکاری با این هنرمندان در آینده‌ای نزدیک باشند.
در تاریخ ۲۹ آوریل مستندی به نام Seize the Light از یوتیوب اوریجینال پخش شد. این مستند سختی‌های گروه، از اوایل که کارآموز بودند تا موقعی که توانستند بزرگترین کنسرتشان را برگزار کنند را به نمایش می‌گذارند.
در ۲۰ آوریل توایس خبر از آماده‌سازی آلبوم جدیدشان دادند، این آلبوم با نام MORE & MORE در تاریخ ۱ ژوئن عرضه شد با ترک اصلی به همین نام. آلبوم MORE & MORE توانست به پرفروش‌ترین مینی آلبوم تاریخ گروه دختر کی پاپ تبدیل شود با فروش بیش از ۵۵۰ هزار نسخه در گائون. آلبوم توانست در چارت بیلبورد ۲۰۰ دبیو کند و همین‌طور در بیلبورد هات ۱۰۰ هنرمندان هم توایس توانست در رتبه ۹۶ حضور پیدا کند.
در تاریخ ۹ آگوست توایس اولین کنسرت آنلاین خود را با نام "TWICE: World In A Day" برگزار کرد. این کنسرت با همکاری پلتفرم Beyond LIVE صورت گرفت.
در سال ۲۰۲۰ مینی آلبوم MORE & MORE به پرفروش‌ترین مینی آلبوم سال گروه دختر کی-پاپ تبدیل شد.
در ۱۶ سپتامبر توایس با منتشر کردن آلبوم ژاپنی خود با نام 3 Twice# توانست در هفته اول انتشار خود بالای ۱۱۰ هزار کپی بفروشد و در چارت‌های بیلبورد ژاپن و اوریکان رتبه یک را بدست آورد و بدین ترتیب توایس تنها گروه کی-پاپ تاریخ شدند که هفت آلبوم شماره یک در چارت اوریکان ژاپن بدست آوردند.
در تاریخ ۱۶ اکتبر کمپانی بازی‌سازی Riot Games همکاری گروه موسیقی خود یعنی K/DA را با توایس تأیید کرد. اعضایی که برای همکاری با این گروه انتخاب شدند نایون، سانا، جیهیو و چه‌یونگ بودند. اعضا در آهنگ I'll Show You این گروه همکاری داشتند و در تاریخ ۲۷ نوامبر موزیک ویدیو این اثر منتشر شد.
در تاریخ ۲۶ اکتبر توایس فول آلبوم خود با نام Eyes Wide Open که شامل ۱۳ آهنگ و ترک اصلی I Can't Stop Me بود منتشر کرد. آهنگ I Can't Stop Me توانست در سه چارت بیلبورد ورود کند. اولین چارت بیلبورد جهانی ۲۰۰ بود که این آهنگ توانست رتبه ۳۱ و در چارت بیلبورد ۲۰۰ جهانی به جزء آمریکا رتبه ۱۶ را دریافت کرد و در سومین چارت یعنی فروش ترانه دیجیتال جهانی بیلبورد توانست رتبه یک را دریافت کند. آلبوم چشمان کاملاً باز توانست در جدول بیلبورد ۲۰۰ آمریکا رتبه ۷۲ و در چارت فروش آلبوم جهانی آمریکا رتبه ۲ را کسب کند. همین‌طور توایس در جدول صد هنرمند برتر بیلبورد توانست رتبه ۷۳ را به دست آورد.

توایس توانست بالای یک میلیون و دویست هزار نسخه از آلبوم‌هایش را در سال ۲۰۲۰ چارت گائون به فروش برساند و باعث شد برای چهار سال پیاپی توایس به فروش بالای یک میلیون نسخه آلبوم دست پیدا کند.

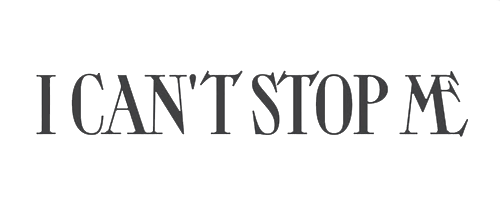
آهنگ I CANT STOP ME توانست رتبه یک چارت فروش ترانه دیجیتال جهانی بیلبورد را کسب کند و تبدیل به سومین آهنگ توایس می‌شود که اینکار را انجام داده‌است.

در ۱۸ نوامبر توایس EP ژاپنی خود به نام BETTER را منتشر کرد که این آلبوم شامل بی‌ساید ترک Scorpion و آهنگ اصلی BETTER است. آهنگ BETTER توانست با فروش بیش از نود هزار نسخه به رتبهٔ سه بیلبورد هات صد ژاپن دست یابد.
در تاریخ ۱ دسامبر گائون اعلام کرد که فروش آلبوم‌های توایس در کره به ۵/۸۱ میلیون نسخه رسیده‌است و توایس همچنان به عنوان پرفروش‌ترین گروه دختر کی-پاپ باقی ماند و با مجموع فروش گروه، در دو کشور کره جنوبی و ژاپن توایس به فروش بالای ده میلیون نسخه دست یافته‌است.
در تاریخ ۶ دسامبر توایس در طی مراسم ماما ۲۰۲۰ آهنگ جدیدی را به عنوان سوپرایز و هدیه برای طرفداران اجرا کردند که این آهنگ CRY FOR ME نام داشت و این آهنگ در ابتدا قرار نبود انتشار پیدا کند ولی بعد از بازخوردهای مثبت فراوان از سوی مردم این آهنگ در تاریخ ۱۸ دسامبر بدون موزیک ویدیو و فقط به صورت دیجیتال منتشر شد. در ادامه این آهنگ توانست موفقیت‌های زیادی از جمله رتبه یک در جدول فروش ترانه دیجیتال جهانی بیلبورد را داشته باشد و همین‌طور در جدول بیلبورد۲۰۰ جهانی به جزء آمریکا توانست رتبه ۱۲۲ را کسب کند.

### ۲۰۲۱ تاکنون:فعالیت های اخیر و گسترش بین‌المللی
در تاریخ ۶ مارس گروه اولین کنسرت آنلاین ژاپنی خود را با نام TWICE In Wonderland برگزار کرد. در قسمت پایانی کنسرت توایس اعلام کردند که در تاریخ ۱۲ می قرار است هشتمین سینگل ژاپنی خود با نام "Kura Kura" را منتشر کنند. آهنگ و موزیک ویدیو Kura Kura در تاریخ ۲۰ آوریل منتشر شد. کورا کورا توانست در جدول بیلبورد هات ۱۰۰ ژاپن رتبه ۳ را کسب کند و در جدول ۲۰۰ آهنگ جهانی بیلبورد به‌استثنای آمریکا رتبه ۱۶۳ را بدست آورد و تبدیل شد به اولین ترک ژاپنی گروه که وارد این چارت شده‌است. توایس هم توانست در جدول صد هنرمند برتر بیلبورد ژاپن رتبه ۵ را کسب کند و تبدیل شد به اولین گروه دختر کی پاپ که توانسته از به ده‌تای برتر این لیست وارد شود.
در ۲۸ آوریل توایس در برنامه تلویزیونی کلی کلارکسون حضور پیدا کردند و آهنگ "Cry For Me" را اجرا کردند.
دهمین مینی آلبوم کره‌ای گروه، طعمِ عشق «Taste of Love»، در تاریخ ۹ و ۱۱ ژوئن منتشر شد. ترک اصلی این آلبوم با نام Alcohol-Free «بدون الکل» بود که در تاریخ ۹ ژوئن منشر شد.
آلبوم توانست به موفقیت‌های بزرگی دست یابد همچون:کسب رتبه اول در جدول بیلبورد آلبوم جهانی، رتبه یک بیلبورد پرفروش‌ترین آلبوم حال حاضر و رتبه یک بیلبورد فروش آلبوم.

در ادامه مینی آلبوم Taste of Love توانست در جدول بیلبورد ۲۰۰ آمریکا که بزرگ‌ترین و مهم‌ترین جدول فروش آلبوم است رتبه ۶ را کسب کند و بدین ترتیب Taste of Love تبدیل شد به اولین مینی آلبوم تاریخ گروه‌های دختر کی‌پاپ که به ده‌تای برتر این لیست وارد شده‌است. این آلبوم توانست در سایت متاکریتیک امتیاز ۷۷ را کسب کند که در آن زمان بالاترین امتیاز برای یک آلبوم گروه دختر کی-پاپ بود که توسط آلبوم بعدی توایس که فرمول عشق بود این رکورد شکسته شد.

آلبوم طعم عشق توانست در جدول بیلبورد ۲۰۰ آمریکا رتبه ۶ را کسب کرد و بدین ترتیب تبدیل شد به اولین مینی آلبوم تاریخ گروه‌های دختر کی‌پاپ که به ده‌تای برتر این لیست وارد شده‌است.

گروه هم توانست در جدول صد هنرمند برتر بیلبورد آمریکا رتبه ۹ را کسب کند و با کسب این رتبه توایس به اولین گروه دختر تاریخ تبدیل شد که توانسته‌است به ده تای برتر دو جدول بزرگ هنرمندان دنیا یعنی صد هنرمند برتر بیلبورد آمریکا و صد هنرمند برتر بیلبورد ژاپن حضور پیدا کنند.
در ۲۸ ژوئیه(۱۸ مرداد) گروه سومین فول آلبوم ژاپنی خود را با نام دنیای بی نقص «Perfect World» منتشر کرد و ترک اصلی این آلبوم هم به همین نام است که در تاریخ ۳۰ ژوئن به همراه موزیک ویدیو منتشر شد، در ادامه این آلبوم شامل ده ترک بود که سینگل ترک‌های قبلی از جمله:Better ,Fanfare و Kura Kura در آن وجود دارد.
گروه در تاریخ ۱ اکتبر تک آهنگ تمام انگلیسی خود با نام احساسات «The Feels» را منتشر کرد.
در تاریخ ۱۱ اکتبر ۲۰۲۱ توایس توانست اولین ورود خود را در جدول بیلبورد هات صد آمریکا با آهنگ The Feels تجربه کند و این آهنگ توانست رتبه ۸۳ را در این جدول به دست آورد.

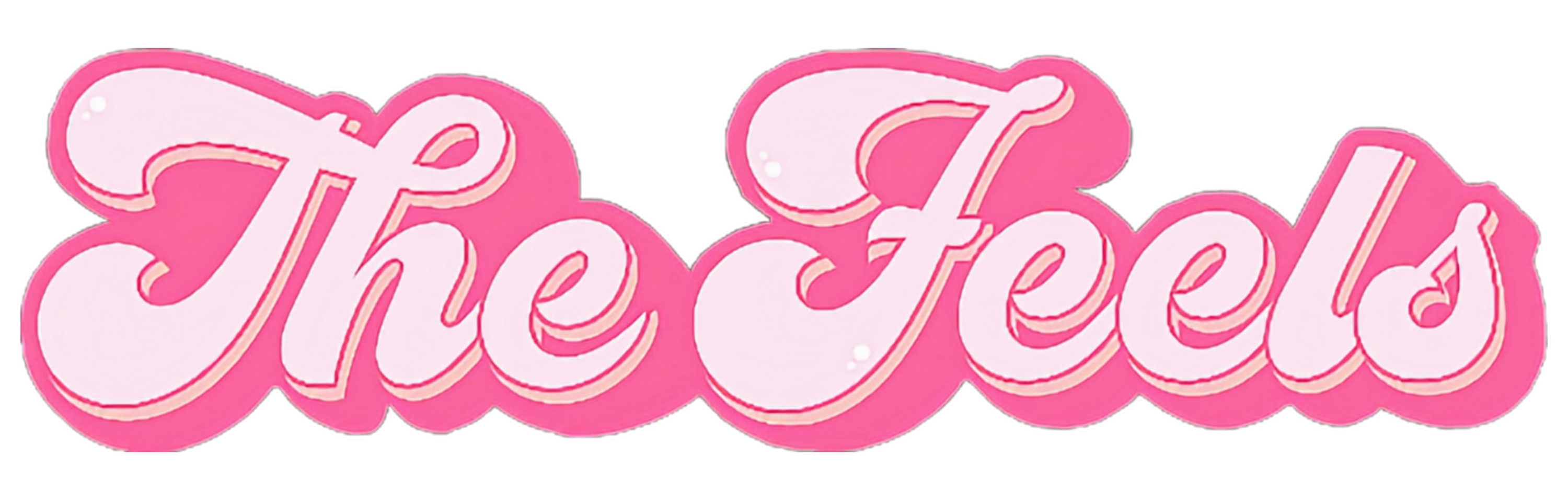
آهنگ The Feels توانست به اولین آهنگ این گروه تبدیل شود که به جدول هات ۱۰۰ آمریکا وارد شده‌است.

آهنگ The Feels توانست موفقیت‌های زیادی را کسب کند از جمله:رتبه ۸۳ در جدول بیلبورد هات صد آمریکا که توایس را تبدیل به چهارمین گروه تاریخ کیپاپ کرد که توانسته‌است وارد این جدول شود و تنها گروه دختر سال ۲۰۲۱ که توانست در این جدول حضور پیدا کند، رتبه ۳ بیلبورد هات ۱۰۰ ژاپن، رتبه ۸۰ جدول بریتانیا که این اولین ورود این گروه در این جدول بود، رتبه ۵۶ جدول هات ۱۰۰ کانادا و در ادامه آهنگ رتبه پنج پرفروش‌ترین آهنگ دیجیتالی آمریکا را کسب کرد که توایس را تبدیل به سومین گروه تاریخ کیپاپ کرد که توانسته‌است وارد این جدول شود و همین‌طور این آهنگ توانست در جداول ۲۰۰ آهنگ جهانی بیلبورد و ۲۰۰ آهنگ جهانی بیلبورد به‌استثنای آمریکا به ترتیب رتبه‌های ۱۲ و ۱۰ را کسب کند.
The Feels همینطور توانست به سریع ترین آهنگ از یک هنرمند زن خارجی تبدیل شود که توانسته گواهی پلاتینیوم را از انجمن صنعت ضبط ژاپن دریافت کند.
سومین فول آلبوم توایس با نام Formula of Love: O+T=<3 در تاریخ ۱۲ نوامبر با ترک اصلی Scientist منتشر شد. آلبوم فرمول عشق با ثبت پیش فروش ۷۰۰٬۰۰۰ نسخه رکورد قبلی خود را زد. فرمول عشق توانست به پرفروش‌ترین آلبوم سال ۲۰۲۱ گروه‌های دختر کی-پاپ تبدیل شود.
این آلبوم توانست در جدول بیلبورد ۲۰۰ آمریکا رتبه سه را کسب کند و بدین ترتیب توایس تبدیل شد به اولین هنرمند زن تاریخ کره جنوبی که توانسته‌است در یک سال دوبار در ده تای برتر این جدول حضور پیدا کند. در ادامه هم این آلبوم توانست رتبه یک جدول فروش آلبوم جهانی بیلبورد را به مدت سه هفته کسب کند.
آلبوم فرمول عشق توانست در سایت متاکریتیک امتیاز ۸۸ را دریافت کند و توانست به یکی از پرامتیازترین آلبوم‌های تاریخ کی-پاپ تبدیل شود.
در تاریخ ۱۵ دسامبر توایس سینگل(EP) ژاپنی جدید خود را با نام "Doughnut" منتشر کرد. در تاریخ سه دسامبر آهنگ دونات «Doughnut» به صورت دیجیتالی همراه با موزیک ویدیو منتشر شد.
۱۵ نوامبر گروه خبر از برگزاری چهارمین تور جهانی خود با نام "III" داد که تا به اینجا قرار است در سه کشور کره جنوبی، ایالت متحده آمریکا و ژاپن برگزار شود.

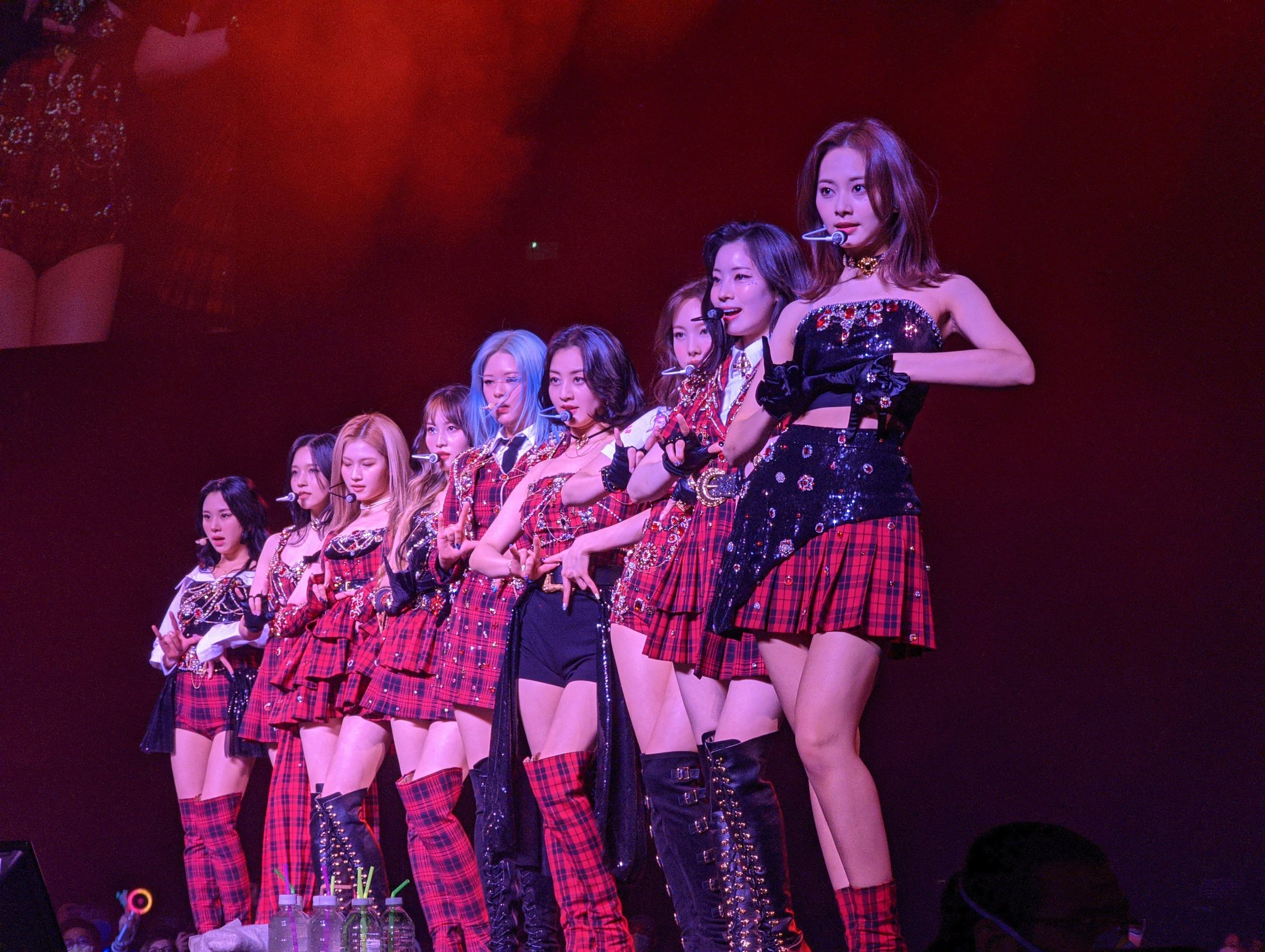
اجرای کنسرت توایس در ایالت متحده آمریکا، سالن the forum تاریخ ۱۵ فوریه ۲۰۲۲

کنسرت‌های ایالت متحده آمریکای گروه تا به اینجای کار با مجموع ۱۰۰هزارنفر تماشاچی، به پرتماشاگرترین تور تاریخ گروه‌های دختر کی پاپ در این کشور تبدیل شده‌است.به دنبال موفقیت بسیار زیاد تور گروه در ایالت متحده، کمپانی اعلام کرد که گروه قرار است بار دیگر در تاریخ ۱۴ می کنسرت دیگری را در استادیوم Banc of California Stadium داشته باشند، به این ترتیب توایس به اولین گروه دختر تاریخ کی پاپ تبدیل شد که کنسرتی را در استادیومی در ایالت متحده آمریکا اجرا می‌کنند.

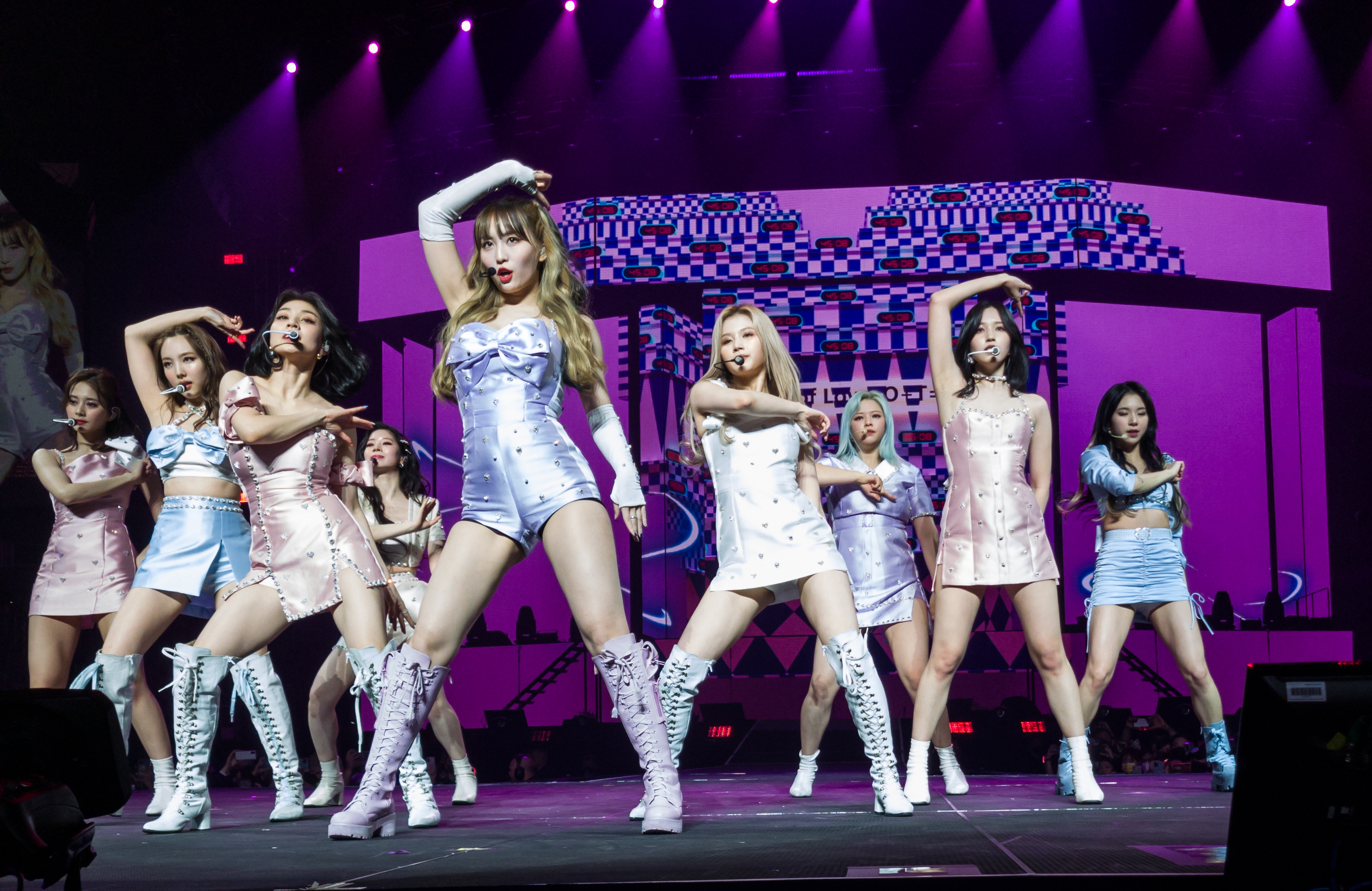
کنسرت‌های ایالت متحده آمریکای گروه تا به اینجای کار با مجموع ۱۰۰هزارنفر تماشاچی، به پرتماشاگرترین تور تاریخ گروه‌های دختر کی پاپ در این کشور تبدیل شد.

بعد از به فروش رفتن تمام بلیط‌های کنسرت در استادیوم Banc of California Stadium و تقاضای بالای طرفداران، کمپانی تصمیم گرفت تا دومین تاریخ برگزاری کنسرت در همین استادیوم در تاریخ ۱۵ می را اضافه کند. هر دو تاریخ این کنسرت در زمان پیش فروش در کمتر از یک ساعت تمام بلیط‌هایشان به فروش کامل رسیدند.
در تاریخ اعلام شده برای کنسرت توکیو دُم ژاپن که در تاریخ‌های ۲۳ و ۲۴ آپریل بود، به دلیل به فروش رفتن تمامی بلیط‌ها در زمان پیش فروش و تقاضای بالای طرفداران ژاپنی، تاریخِ دیگری به این کنسرت از طرف کمپانی اضافه شد، بدین ترتیب توایس تبدیل شد به اولین گروه دختر کی پاپ در تاریخ که برای اولین بار سه کنسرت در توکیو دُم اجرا کرده‌اند.
در تاریخ ۱۲ ژوئیه ۲۰۲۲ همهٔ اعضای گروه قرارداد خود را با کمپانی جی وای پی اینترتینمنت تمدید کردند.
در ادامه همان روز خبری منتشر شد مبنی بر اینکه گروه در حال آماده سازی یازدهمین مینی آلبوم خود با نام Between 1&2 با ترک اصلی Talk That Talk است که در تاریخ ۲۶ آگوست منتشر شد.این مینی آلبوم توانست با ثبت ۱میلیون نسخه پیش فروش به پرفروش‌ترین آلبوم آن زمان این گروه تبدیل شود و رکورد قبلی این گروه زده شود.
در ادامه این آلبوم توانست رتبه ۳ جدول بیلبورد ۲۰۰ ایالت متحده آمریکا را با فروش ۱۰۰ هزار نسخه در این کشور از آن خود کند که با این رتبه توایس به اولین گروه دختر تاریخ کیپاپ تبدیل شد که دو آلبوم در سه تای برتر این جدول را دارند.آلبوم Between 1&2 توانست در جداول هفتگی بیلبورد پرفروش‌ترین آلبوم،آلبوم جهانی و پرفروش‌ترین آلبوم حال حاضر، رتبه یک را کسب کند.
آهنگ Talk That Talk هم توانست رتبه ده جدول بیلبورد دویست جهانی به جزء آمریکا را از آن خود کند که به این ترتیب این آهنگ و آهنگ The Feels که این آهنگ هم رتبه ده را کسب کرد، بالاترین رتبه این گروه در این جدول است.
آهنگ The Feels در تاریخ ۲ دسامبر ۲۰۲۲ توانست گواهینامه گلد را از انجمن صنعت ضبط موسیقی ایالات متحده آمریکا«RIAA» کسب کند و تبدیل شد به سومین گروه تاریخ کی پاپ و اولین آهنگ گروه که توانسته است از این انجمن گواهی دریافت کند.
در تاریخ ۲۰ ژوئیه سال ۲۰۲۳ ،دومین سینگل انگلیسی خود را با نام  "Moonlight Sunrise" منتشر کردند و بعد از آن در تاریخ ۱۰ مارچ دوازدهمین مینی آلبوم خود با نام "READY TO BE" و ترک اصلی با نام SET ME FREE منتشر کردند.

آهنگ Moonlight Sunrise توانست در جدول بیلبورد هات ۱۰۰ آمریکا رتبه ۸۴ را کسب کند و تبدیل شد به دومین آهنگ این گروه که توانسته است در این جدول وارد شود

آهنگ Moonlight Sunrise توانست در جدول بیلبورد هات ۱۰۰ آمریکا رتبه ۸۴ را کسب کند و تبدیل شد به دومین آهنگ این گروه که توانسته است در این جدول وارد شود.
در تاریخ ۱ مارچ ۲۰۲۳ توایس توانست جایزه Breakthrough Artist را از مراسم زنان در موسیقی بیلبورد دریافت کنند و بدین ترتیب به اولین هنرمند زن تاریخ کی پاپ تبدیل شدند که توانستند این جایزه را برنده شوند.
مینی آلبوم READY TO BE توانست با ثبت۱/۷ میلیون نسخه پیش فروش به پرفروش‌ترین آلبوم تا به الان این گروه تبدیل شود.
در ادامه این آلبوم توانست در جدول بیلبورد ۲۰۰ ایالت متحده آمریکا رتبه ۲ را کسب کند و این بالاترین رتبه این گروه تا به الان در این جدول است.همینطور با فروش ۱۵۳ هزار نسخه در هفته اول رکورد فروش هفته اول گروه‌های دختر کی-پاپ را در آمریکا بزنند.

در ۳۱ می ۲۰۲۳ توایس دهمین سینگل ترک ژاپنی خود را با نام هاره هاره"Hare Hare" منتشر کرد و توانست رتبه سه بیلبورد هات ۱۰۰ ژاپن را کسب کند.

مینی آلبوم READY TO BE توانست با ثبت ۱/۷ میلیون نسخه پیش فروش به پرفروش‌ترین آلبوم تا به الان این گروه تبدیل شود.در ادامه این آلبوم توانست رتبه دو جدول بیلبورد ۲۰۰ آمریکا را از آن خود کند.

## کارهای خیریه
در فوریه سال ۲۰۲۳ توایس برای کمک به بچه های حادثه زمین‌لرزه ۲۰۲۳ ترکیه–سوریه مبلغ ۲۰۰ میلیون وون را به این دو کشور اهدا کردند.

## معنی نام گروه و اسم طرفداران
توایس (به انگلیسی: TWICE) یعنی دوبار و در اینجا منظور از دوبار یعنی این گروه دخترانه شما را دوبار تحت تأثیر قرار می‌دهد، یک بار از طریق چشم‌ها (موزیک ویدیوهای زیبا) و یک بار از طریق گوش‌ها (آهنگ‌های زیبا).
طرفداران این گروه وانس (به انگلیسی: ONCE) نام دارد و به معنی یک بار است. نام فندوم این گروه مرتبط با خود گروه است، یعنی شما هر چقدر به توایس عشق بورزید (یعنی یک بار -وانس-) توایس آن عشق را دو برابر (یعنی دوبار «توایس») به شما پس می‌دهد.

## اعضا
در ۱۱ جولای ۲۰۱۹ مینا به دلیل مشکلات ناگهانی اضطراب بر روی صحنه اجرا از ادامه فعالیت با گروه، به‌طور موقت کنارگیری کرد. در ادامه مینا در تاریخ ۱۱ فوریه ۲۰۲۰ پس از بهبودی به ادامه فعالیت‌های خود به گروه بازگشت.
در تاریخ ۱۷ اکتبر ۲۰۲۰ جونگیون از فعالیت‌های گروه به دلیل اختلال اضطرابی از ادامه فعالیت با گروه به‌طور موقت کنارگیری کرد.او فعالیت خود را در تاریخ ۳۱ ژانویه ۲۰۲۱ با حضور در مراسم سئول میوزیک اواردز از سر گرفت.در ماه‌های آگوست تا نوامبر ۲۰۲۱، جونگیون برای بار دوم از ادامه فعالیت با گروه به دلیل اختلال ترس و نگرانی به‌طور موقت کنارگیری کرد و بعد از آن مدت به فعالیت خود به گروه بازگشت.
| نام                      | نام             | نام   | نام       | روز تولد(میلادی)         | روز تولد (شمسی) | تاریخ ورود به کمپانی | محل تولد                                | ملیت                       |
| نام هنری و جایگاه        | نام اصلی        | کره‌ای | انگلیسی   | روز تولد(میلادی)         | روز تولد (شمسی) | تاریخ ورود به کمپانی | محل تولد                                | ملیت                       |
| نایون (وُکال)             | ایم نایون       | 나연  | Nayeon    | ۲۲ سپتامبر ۱۹۹۵ ‏(۲۹ سال) | ۳۱ شهریور ۱۳۷۴  | ۱۵ سپتامبر ۲۰۱۰      | سئول · کره جنوبی                        | کره جنوبی                  |
| جونگیون (وُکال)           | یو جونگیون      | 정연  | Jeongyeon | ۱ نوامبر ۱۹۹۶ ‏(۲۸ سال)   | ۱۱ آبان ۱۳۷۵    | ۱ مارس ۲۰۱۰          | سوون · کره جنوبی                        | کره جنوبی                  |
| مومو (رپر و دنسر)        | هیرای مومو      | 모모  | Momo      | ۹ نوامبر ۱۹۹۶ ‏(۲۸ سال)   | ۱۹ آبان ۱۳۷۵    | ۱۳ آوریل ۲۰۱۲        | کیوتو · ژاپن                            | ژاپن                       |
| سانا (وُکال)              | میناتوزاکی سانا | 사나  | Sana      | ۲۹ دسامبر ۱۹۹۶ ‏(۲۸ سال)  | ۹ دی ۱۳۷۵       | ۱۳ آوریل ۲۰۱۲        | اوساکا · ژاپن                           | ژاپن                       |
| جی‌هیو (لیدر گروه و وُکال) | پارک جی‌هیو      | 지효  | Jihyo     | ۱ فوریهٔ ۱۹۹۷ ‏(۲۸ سال)    | ۱۳ بهمن ۱۳۷۵    | ۱۵ ژوئیه ۲۰۰۵        | گوری، گیونگی-دو · کره جنوبی             | کره جنوبی                  |
| مینا (وُکال)              | میوی مینا       | 미나  | Mina      | ۲۴ مارس ۱۹۹۷ ‏(۲۷ سال)    | ۱۱ اسفند ۱۳۷۵   | ۲ ژانویه ۲۰۱۴        | سن آنتونیو، تگزاس · ایالات متحده آمریکا | ژاپن · ایالات متحده آمریکا |
| داهیون (رپر)             | کیم داهیون      | 다현  | Dahyun    | ۲۸ مهٔ ۱۹۹۸ ‏(۲۶ سال)      | ۷ خرداد ۱۳۷۷    | ۷ ژوئیه ۲۰۱۲         | سئونگنام، گیونگی-دو · کره جنوبی         | کره جنوبی                  |
| چه‌یونگ (رپر)             | سون چه‌یونگ      | 채연  | Chaeyoung | ۲۳ آوریل ۱۹۹۹ ‏(۲۵ سال)   | ۳ ادیبهشت ۱۳۷۸  | ۶ ژوئن ۲۰۱۲          | سئول · کره جنوبی                        | کره جنوبی                  |
| جویی (وُکال و ویژوال)     | چو جویی         | 쯔위  | Tzuyu     | ۱۴ ژوئن ۱۹۹۹ ‏(۲۵ سال)    | ۲۴ خرداد ۱۳۷۸   | ۱۵ نوامبر ۲۰۱۲       | تاینان · تایوان                         | تایوان                     |

## ویدیو

### موزیک ویدیوها
| سال                    | تاریخ انتشار | نام                         | آلبوم                   |
| موزیک ویدیوهای کره ای  |              |                             |                         |
| ۲۰۱۵                   | ۲۰ اکتبر     | Like Ooh-Ahh                | The Story Begins        |
| ۲۰۱۶                   | ۲۵ آوریل     | CHEER UP                    | Page Two                |
| ۲۰۱۶                   | ۲۴ اکتبر     | TT                          | TWICEcoaster: LANE 1    |
| ۲۰۱۷                   | ۲۰ فوریه     | KNOCK KNOCK                 | TWICEcoaster: LANE 2    |
| ۲۰۱۷                   | ۱۵ می        | SIGNAL                      | Signal                  |
| ۲۰۱۷                   | ۳۰ اکتبر     | LIKEY                       | Twicetagram             |
| ۲۰۱۷                   | ۱۱ دسامبر    | HEART SHAKER                | Merry & Happy           |
| ۲۰۱۷                   | ۲۱ دسامبر    | MERRY & HAPPY               | Merry & Happy           |
| ۲۰۱۸                   | ۹ آوریل      | ?WHAT IS LOVE               | ?What Is Love           |
| ۲۰۱۸                   | ۹ ژوئیه      | DANCE THE NIGHT AWAY        | Summer Nights           |
| ۲۰۱۸                   | ۵ نوامبر     | YES OR YES                  | Yes Or Yes              |
| ۲۰۱۸                   | ۱۲ دسامبر    | THE BEST THING I EVER DID   | The Year Of "YES"       |
| ۲۰۱۹                   | ۲۲ آوریل     | FANCY                       | Fancy You               |
| ۲۰۱۹                   | ۲۳ سپتامبر   | FEEL SPECIAL                | Feel Special            |
| ۲۰۲۰                   | ۱ ژوئن       | MORE & MORE                 | More & More             |
| ۲۰۲۰                   | ۲۶ اکتبر     | I CAN'T STOP ME             | Eyes Wide Open          |
| ۲۰۲۱                   | ۹ ژوئن       | Alcohol-Free                | Taste of Love           |
| ۲۰۲۱                   | ۱۲ نوامبر    | Scientist                   | Formula of Love: O+T=<۳ |
| ۲۰۲۲                   | ۲۶ آگوست     | Talk That Talk              | Between 1&2             |
| ۲۰۲۳                   | ۱۰ مارس      | SET ME FREE                 | READY TO BE             |
| ۲٠۲۴                   | ۲۳ فوریه     | ONE SPARK                   | With YOU-th             |
| ۲٠۲۴                   | آخرای سال    | STRATEGY                    | STRATEGY                |
| موزیک ویدیوهای ژاپنی   |              |                             |                         |
| ۲۰۱۷                   | ۶ ژوئن       | (Like OOH-AHH (Japanese Ver | TWICE#                  |
| ۲۰۱۷                   | ۱۳ ژوئن      | (SIGNAL (Japanese Ver       | TWICE#                  |
| ۲۰۱۷                   | ۲۰ ژوئن      | TT -Japanese ver            | TWICE#                  |
| ۲۰۱۷                   | ۵ اکتبر      | ONE MORE TIME               | BDZ                     |
| ۲۰۱۸                   | ۱۲ ژوئیه     | CANDY POP                   | BDZ                     |
| ۲۰۱۸                   | ۲۳ فوریه     | BRAND NEW GIRL              | BDZ                     |
| ۲۰۱۸                   | ۲۵ آوریل     | WAKE ME UP                  | BDZ                     |
| ۲۰۱۸                   | ۱۶ اوت       | BDZ                         | BDZ                     |
| ۲۰۱۹                   | ۱۰ ژوئیه     | LIKEY -Japanese ver         | TWICE2 #                |
| ۲۰۱۹                   | ۷ فوریه      | What is Love? -Japanese ver | TWICE2 #                |
| ۲۰۱۹                   | ۱۱ ژوئن      | HAPPY HAPPY                 | TWICE&                  |
| ۲۰۱۹                   | ۱۱ ژوئن      | BREAKTHROUGH                | TWICE&                  |
| ۲۰۱۹                   | ۱۷ اکتبر     | Fake & True                 | TWICE&                  |
| ۲۰۲۰                   | ۱۸ ژوئن      | Fanfare                     | Perfect World           |
| ۲۰۲۰                   | ۲۷ اوت       | (Fancy (Japanese Ver        | TWICE3 #                |
| ۲۰۲۰                   | ۱۵ سپتامبر   | (More & More (Japanese Ver  | TWICE3 #                |
| ۲۰۲۰                   | ۱۰ نوامبر    | Better                      | Perfect World           |
| ۲۰۲۱                   | ۲۰ آوریل     | Kura Kura                   | Perfect World           |
| ۲۰۲۱                   | ۳۰ ژوئن      | Perfect World               | Perfect World           |
| ۲۰۲۱                   | ۳ دسامبر     | Doughnut                    | Celebrate               |
| ۲۰۲۲                   | ۱ مارس       | (Scientist (Japanese Ver    | TWICE4 #                |
| ۲۰۲۲                   | ۱۴ ژویئه     | Celebrate                   | Celebrate               |
| ۲۰۲۳                   | ۳۱ می        | Hare Hare                   | Hare Hare               |
| موزیک ویدیوهای انگلیسی |              |                             |                         |
| ۲۰۲۱                   | ۱ اکتبر      | The Feels                   | Formula of Love: O+T=<۳ |
| ۲۰۲۳                   | ۲۰ ژوئیه     | MOONLIGHT SUNRISE           | READY TO BE             |

### موزیک ویدیوهای هنرمندان دیگر که اعضا توایس در آن حضور داشتند
| سال  | نام                         | هنرمند                   | اعضا                                                  |
| ۲۰۱۱ | 가면 안돼                   | San E                    | نایون                                                 |
| ۲۰۱۴ | (NO LOVE (Korean Ver        | Jun. K                   | نایون                                                 |
| ۲۰۱۴ | Girls Girls Girls           | Got7                     | نایون، جونگیون                                        |
| ۲۰۱۴ | A                           | Got7                     | سانا                                                  |
| ۲۰۱۴ | (Stop stop it(하지하지마    | Got7                     | داهیون، مومو، مینا، چه‌یونگ، جویی                      |
| ۲۰۱۴ | (FEEL (Korean Ver           | Junho                    | مومو، سانا، مینا                                      |
| ۲۰۱۵ | (R.O.S.E (Japanese Ver      | Wooyoung                 | داهیون، مینا، مومو                                    |
| ۲۰۱۵ | (Only You(다른 남자 말고 너 | Miss A                   | نایون، جونگیون، مومو، مینا، چه یونگ، جویی، جیهیو      |
| ۲۰۱۶ | Fire                        | J.Y.Park                 | نایون، جونگیون، مومو، سانا، جیهیو، مینا، چه‌یونگ، جویی |
| ۲۰۱۶ | (나비잠 (Sweet Dream        | Heechul & Min Kyung-Hoon | مومو                                                  |
| ۲۰۱۷ | (Your Wedding(결혼식        | Jun. K                   | نایون                                                 |
| ۲۰۱۷ | Instant love                | Junho                    | سانا                                                  |
| ۲۰۲۱ | Superhero                   | yukaDD                   | مومو                                                  |

## برنامه‌های آنلاین و تلویزیونی
| سال پخش | نام                                            | شبکه                           | تعداد قسمت |
| ۲۰۱۵    | sixteen                                        | Mnet                           | ۱۰         |
| ۲۰۱۵    | twice tv                                       | Naver TV Cast, V Live          | ۵          |
| ۲۰۱۵    | twice tv2                                      | Naver TV Cast, V Live          | ۱۰         |
| ۲۰۱۶    | twice private life(زندگی خصوصی توایس)          | Mnet                           | ۸          |
| ۲۰۱۶    | Twice TV Begins                                | V Live                         | ۸          |
| ۲۰۱۶    | Twice TV School Meal Club's Great Adventure    | V Live                         | ۲          |
| ۲۰۱۶    | Twice TV3                                      | Naver TV Cast, V Live          | ۸          |
| ۲۰۱۶    | Twice TV4                                      | Naver TV Cast, V Live          | ۸          |
| ۲۰۱۶    | Twice TV Special                               | Naver TV Cast, V Live          | ۶          |
| ۲۰۱۷    | Twice – Lost: Time                             | JTBC, V Live                   | ۲۱         |
| ۲۰۱۷    | Twice TV5: Twice in Switzerland                | V Live, MBC Every 1, MBC Music | ۲۴         |
| ۲۰۱۷    | Twice TV6                                      | Naver TV Cast, V Live          | ۱۲         |
| ۲۰۱۸    | Twice TV 2018                                  | Naver TV Cast, V Live, YouTube | ۱۲         |
| ۲۰۱۸    | Twice TV: What is Love                         | Naver TV Cast, V Live, YouTube | ۱۰         |
| ۲۰۱۸    | Twice TV: Dance The Night Away                 | Naver TV Cast, V Live, YouTube | ۵          |
| ۲۰۱۸    | Twice TV: Yes or Yes                           | Naver TV Cast, V Live, YouTube | ۹          |
| ۲۰۱۸    | Twice TV: The Best Thing I Ever Did            | Naver TV Cast, V Live, YouTube | ۲          |
| ۲۰۱۹    | Twice TV: Fancy                                | Naver TV Cast, V Live, YouTube | ۱۵         |
| ۲۰۱۹    | Twice in Hawaii                                | AbemaTV                        | ۳          |
| ۲۰۱۹    | Twice TV: Feel Special                         | Naver TV Cast, V Live, YouTube | ۱۱         |
| ۲۰۱۹    | Time to Twice                                  | Naver TV Cast, V Live, YouTube | ۴          |
| ۲۰۲۰    | Twice: Seize the Light                         | YouTube                        | ۸          |
| ۲۰۲۰    | Finding Twice's MBTI                           | V Live, YouTube                | ۹          |
| ۲۰۲۰    | Time to Twice: Karaoke Battle                  | Naver TV Cast, V Live, YouTube | ۴          |
| ۲۰۲۰    | Twice TV: More & More                          | Naver TV Cast, V Live, YouTube | ۴          |
| ۲۰۲۰    | Time to Twice: The Great Escape                | Naver TV Cast, V Live, YouTube | ۳          |
| ۲۰۲۰    | time to twice:healing camping                  | Naver TV Cast, V Live, YouTube | ۵          |
| ۲۰۲۰    | Time To Twice: TDOONG HIGH SCHOOL              | Naver TV Cast, V Live, YouTube | ۶          |
| ۲۰۲۰    | Twice TV: I Can’t Stop Me                      | Naver TV Cast, V Live, YouTube | ۴          |
| ۲۰۲۰    | Time to Twice: Crime Scene                     | Naver TV Cast, V Live, YouTube | ۶          |
| ۲۰۲۱    | Time to Twice: Twice New Year                  | Naver TV Cast, V Live, YouTube | ۵          |
| ۲۰۲۱    | Time to Twice: Twice and the chocolate factory | Naver TV Cast, V Live, YouTube | ۴          |
| ۲۰۲۱    | Time to Twice: TDOONG Entertainment Season 2   | Naver TV Cast, V Live, YouTube | ۵          |
| ۲۰۲۱    | Time to Twice: Yes or No                       | Naver TV Cast, V Live, YouTube | ۴          |
| ۲۰۲۱    | Twice TV: "Alcohol-Free" M/V Behind the Scenes | Naver TV Cast, V Live, YouTube | ۴          |
| ۲۰۲۱    | Time to Twice:TDOONG Forest                    | Naver TV Cast, V Live, YouTube | ۶          |
| ۲۰۲۱    | Time to Twice TDOONG High School Season 2      | Naver TV Cast, V Live, YouTube | ۵          |
| ۲۰۲۱    | Twice Channel                                  | Once Japan                     | ۶          |
| ۲۰۲۱    | Twice TV: "The Feels" M/V Behind the Scenes    | Naver TV Cast, V Live, YouTube | ۳          |
| ۲۰۲۱    | Twice Channel – Season 2                       | Once Japan                     | ۶          |
| ۲۰۲۱    | Twice TV: "Scientist" M/V Behind the Scenes    | Naver TV Cast, V Live, YouTube | ۴          |
| ۲۰۲۱    | Time to Twice: Crime Scene Season 2            | Naver TV Cast, V Live, YouTube | ۴          |
| ۲۰۲۲    | TIME TO TWICE: TWICE New Year 2022             | Naver TV Cast, V Live, YouTube | ۵          |
| ۲۰۲۲    | TIME TO TWICE: TDOONG Tour                     | Naver TV Cast, V Live, YouTube | ۵          |
| ۲۰۲۲    | TIME TO TWICE: Soulmate                        | Naver TV Cast, V Live, YouTube | ۴          |
| ۲۰۲۲    | TIME TO TWICE Spring Picnic                    | Naver TV Cast, V Live, YouTube | ۵          |
| ۲۰۲۲    | TIME TO TWICE TDOONG Cooking Battle            | Naver TV Cast, V Live, YouTube | ۴          |
| ۲۰۲۲    | TIME TO TWICE Y2K TDOONG SHOW                  | Naver TV Cast, V Live, YouTube | ۳          |
| ۲۰۲۲    | TIME TO TWICE Healing December                 | Naver TV Cast, V Live, YouTube | ۴          |
| ۲۰۲۳    | TIME TO TWICE TWICE New Year                   | Naver TV Cast, V Live, YouTube | در حال پخش |

## ترانه‌شناسی
| آلبوم‌های کره‌ای | آلبوم‌های کره‌ای          | آلبوم‌های ژاپنی | آلبوم‌های ژاپنی |
| سال انتشار     | نام                     | سال انتشار     | نام            |
| ۲۰۱۵           | The Story Begins        | ۲۰۱۷           | TWICE#         |
| ۲۰۱۶           | Page Two                | ۲۰۱۸           | BDZ            |
| ۲۰۱۶           | Twicecoaster: Lane 1    | ۲۰۱۹           | TWICE 2 #      |
| ۲۰۱۷           | Twicecoaster: Lane 2    | ۲۰۱۹           | TWICE&         |
| ۲۰۱۷           | SIGNAL                  | ۲۰۲۰           | TWICE3 #       |
| ۲۰۱۷           | Twicetagram             | ۲۰۲۱           | Perfect World  |
| ۲۰۱۷           | Twicetagram             | ۲۰۲۲           | TWICE4 #       |
| ۲۰۱۷           | Merry & Happy           | ۲۰۲۲           | Celebrate      |
| ۲۰۱۷           | Merry & Happy           | ۲۰۲۳           | Hare Hare      |
| ۲۰۱۷           | Merry & Happy           |                |                |
| ۲۰۱۸           | ?What is love           |                |                |
| ۲۰۱۸           | Summer Nights           |                |                |
| ۲۰۱۸           | Yes or Yes              |                |                |
| ۲۰۱۸           | The Year of Yes         |                |                |
| ۲۰۱۹           | Fancy You               |                |                |
| ۲۰۱۹           | Feel Special            |                |                |
| ۲۰۲۰           | More & More             |                |                |
| ۲۰۲۰           | Eyes Wide Open          |                |                |
| ۲۰۲۱           | Taste of Love           |                |                |
| ۲۰۲۱           | Formula of Love: O+T=<۳ |                |                |
| ۲۰۲۲           | Between 1&2             |                |                |
| ۲۰۲۳           | READY TO BE             |                |                |

| ترک اصلی آلبوم‌های کره‌ای | ترک اصلی آلبوم‌های کره‌ای   | تک آهنگ‌های ژاپنی | تک آهنگ‌های ژاپنی | تک آهنگ انگلیسی | تک آهنگ انگلیسی   |
| تاریخ انتشار            | نام                       | تاریخ انتشار     | نام              | تاریخ انتشار    | نام               |
| ۲۰۱۵                    | LIKE OOH AHH              | ۲۰۱۷             | Candy Pop        | ۲۰۲۱            | The Feels         |
| ۲۰۱۶                    | CHEER UP                  | ۲۰۱۸             | Wake Me Up       | ۲۰۲۳            | Moonlight Sunrise |
| ۲۰۱۶                    | TT                        | ۲۰۱۸             | I Want You Back  |                 |                   |
| ۲۰۱۷                    | KNOCK KNOCK               | ۲۰۱۸             | BDZ              |                 |                   |
| ۲۰۱۷                    | SIGNAL                    | ۲۰۱۸             | Stay by My Side  |                 |                   |
| ۲۰۱۷                    | LIKEY                     | ۲۰۱۹             | Happy Happy      |                 |                   |
| ۲۰۱۷                    | HEART SHAKER              | ۲۰۱۹             | Breakthrough     |                 |                   |
| ۲۰۱۸                    | WHAT IS LOVE?             | ۲۰۱۹             | Fake & True      |                 |                   |
| ۲۰۱۸                    | DANCE A NIGHT AWAY        | ۲۰۲۰             | Swing            |                 |                   |
| ۲۰۱۸                    | YES OR YES                | ۲۰۲۰             | Fanfare          |                 |                   |
| ۲۰۱۸                    | THE BEST THING I EVER DID | ۲۰۲۰             | Better           |                 |                   |
| ۲۰۱۹                    | FANCY                     | ۲۰۲۱             | Kura Kura        |                 |                   |
| ۲۰۱۹                    | FEEL SPECIAL              | ۲۰۲۱             | Perfect World    |                 |                   |
| ۲۰۲۰                    | MORE & MORE               | ۲۰۲۱             | Doughnut         |                 |                   |
| ۲۰۲۰                    | I CAN'T STOP ME           | ۲۰۲۲             | Celebrate        |                 |                   |
| ۲۰۲۰                    | I CAN'T STOP ME           | ۲۰۲۳             | Hare Hare        |                 |                   |
| ۲۰۲۱                    | Alcohol-Free              |                  |                  |                 |                   |
| ۲۰۲۱                    | Scientist                 |                  |                  |                 |                   |
| ۲۰۲۲                    | Talk That Talk            |                  |                  |                 |                   |
| ۲۰۲۳                    | SET ME FREE               |                  |                  |                 |                   |

## واژه‌نامه
1. ↑  The Story Begins
2. ↑  Page Two
3. ↑  Cheer Up
4. ↑  What is Love
5. ↑  READY TO BE
6. ↑  The Feels
7. ↑  Formula of Love: O+T=<3
8. ↑  Taste of Love
9. ↑  Feel Special
10. ↑  Twicetagram
11. ↑  Cry For Me
12. ↑  6mix
13. ↑  TWICECOSTER:LANE ONE
14. ↑  Ice cream
15. ↑  eye eye eyes
16. ↑  Heart shaker
17. ↑  Candy pop
18. ↑  YES OR YES